# Mortes em março de 2015
Mortes em 2015: ← Janeiro – Fevereiro – Março – Abril – Maio – Junho – Julho – Agosto – Setembro – Outubro – Novembro – Dezembro →
Esta é uma relação de pessoas notáveis que morreram durante o mês de março de 2015, listando nome, nacionalidade, ocupação e ano de nascimento.

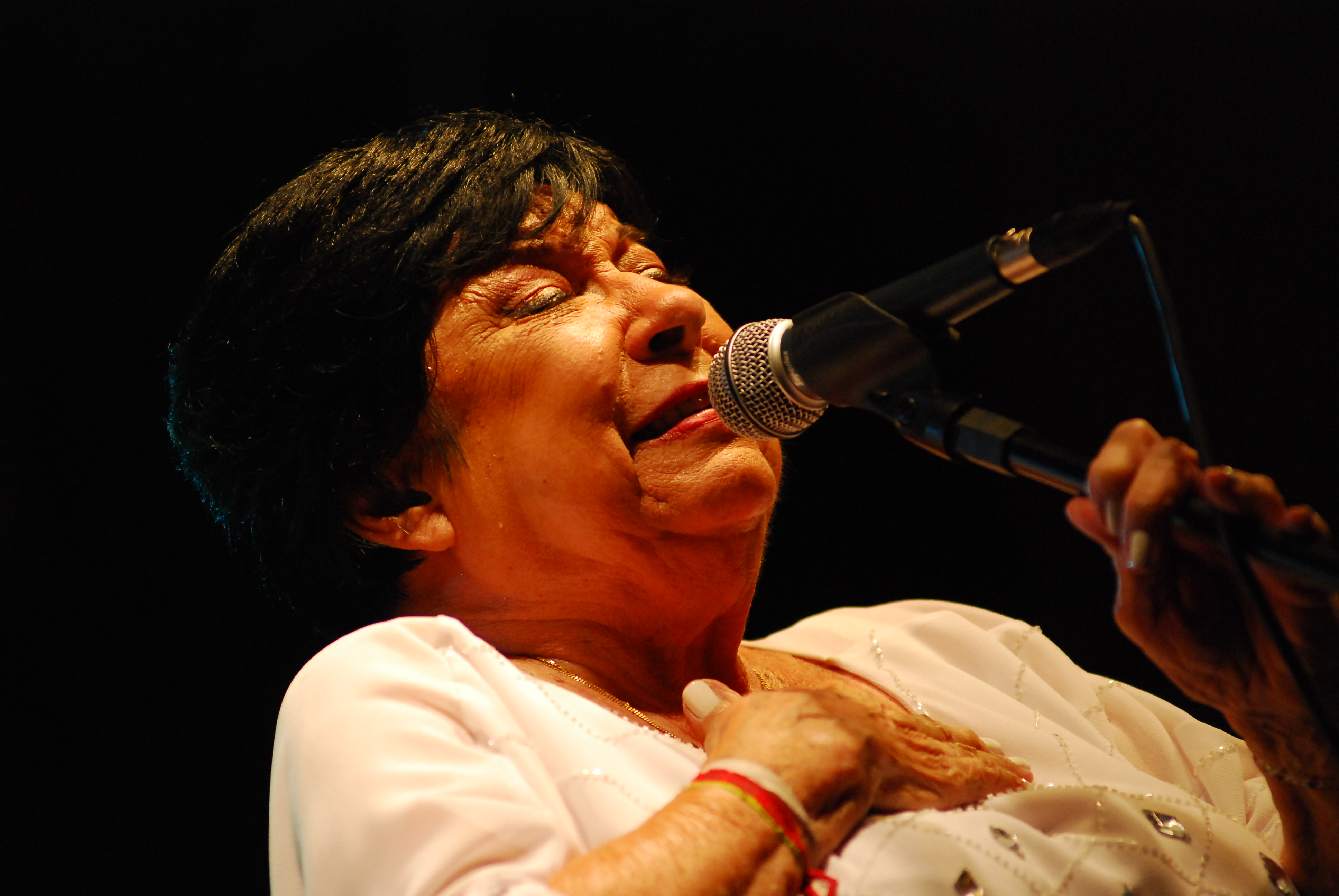
Inezita Barroso, cantora e apresentadora brasileira.

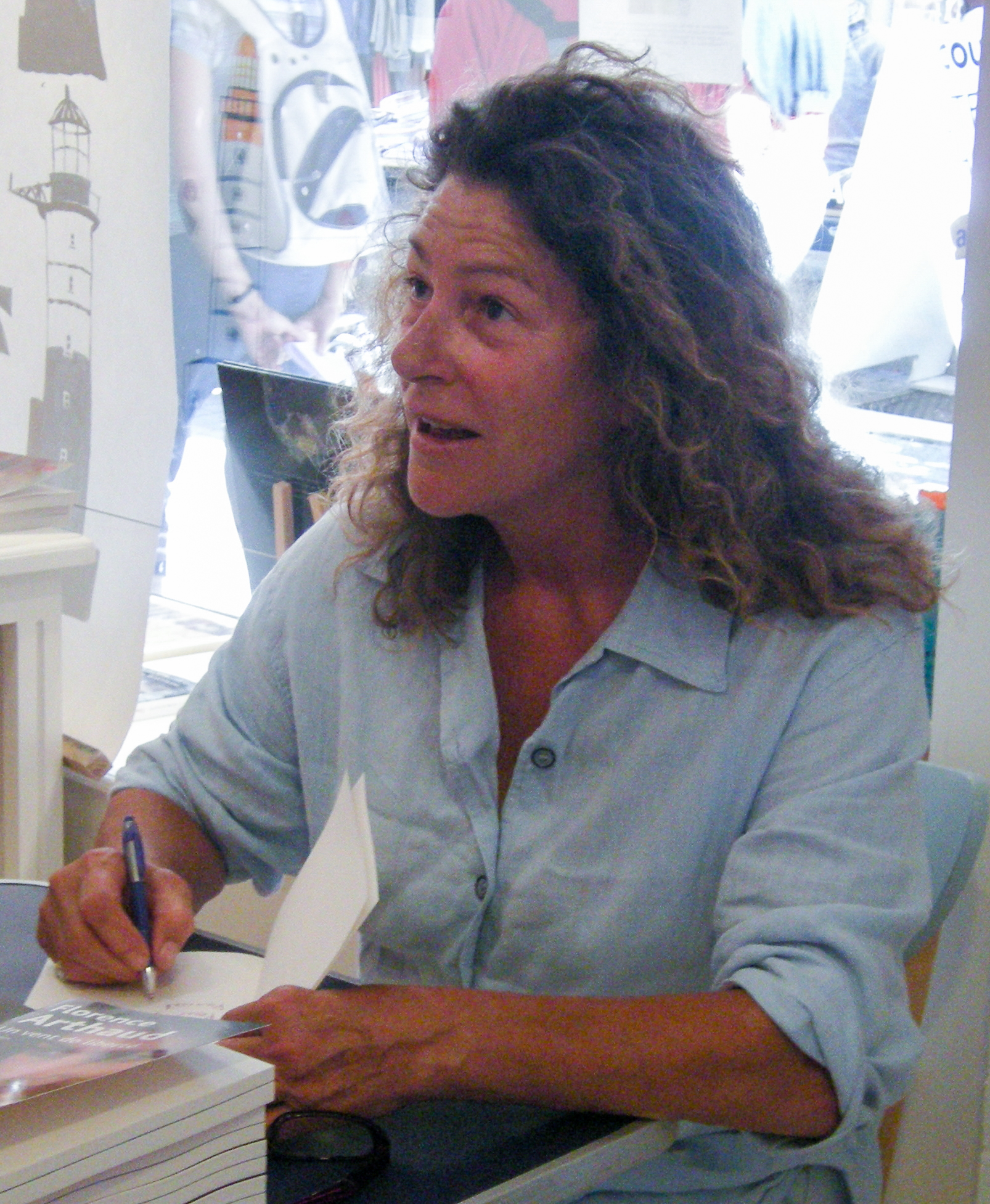
Florence Arthaud, velejadora francesa.

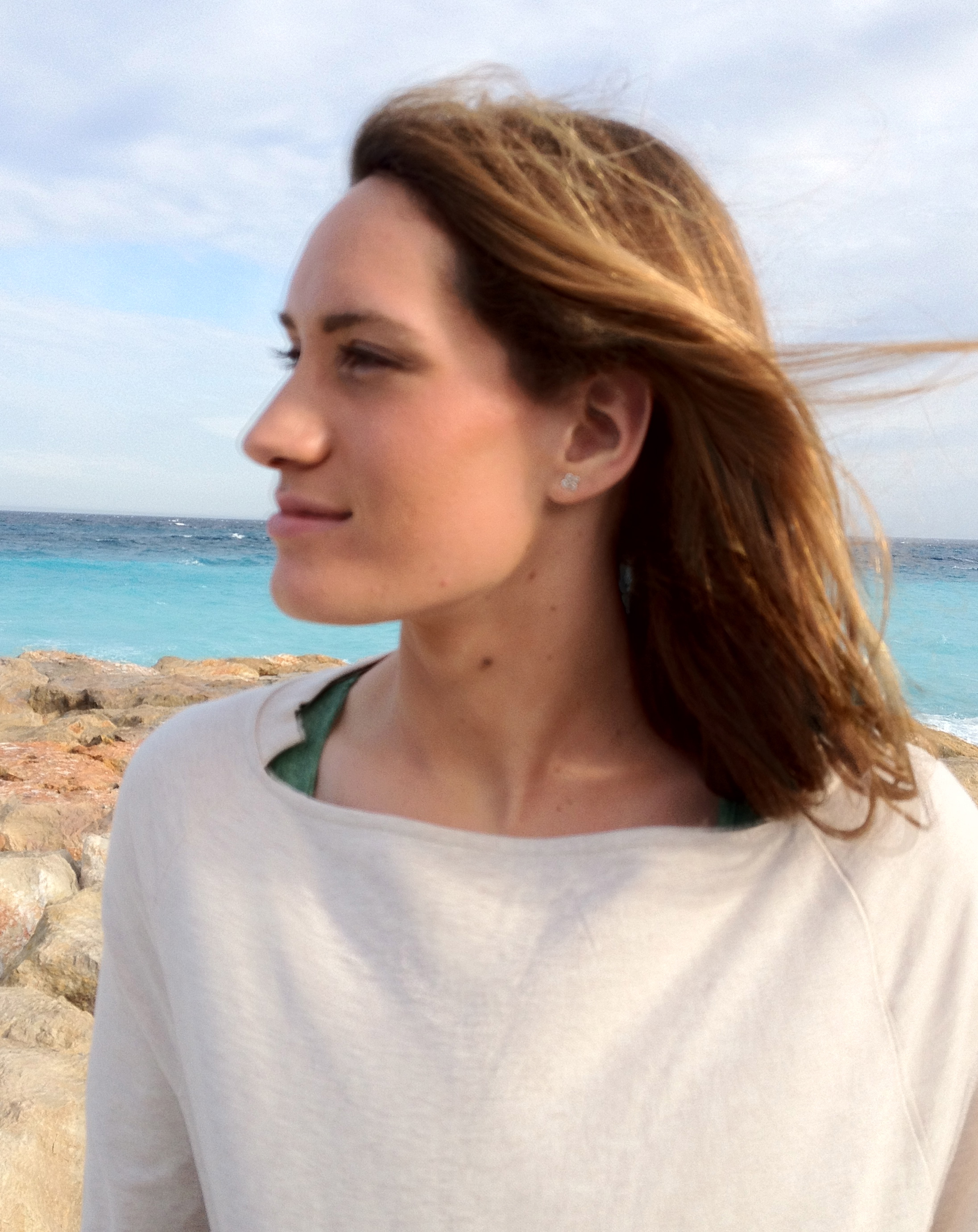
Camille Muffat, nadadora francesa.

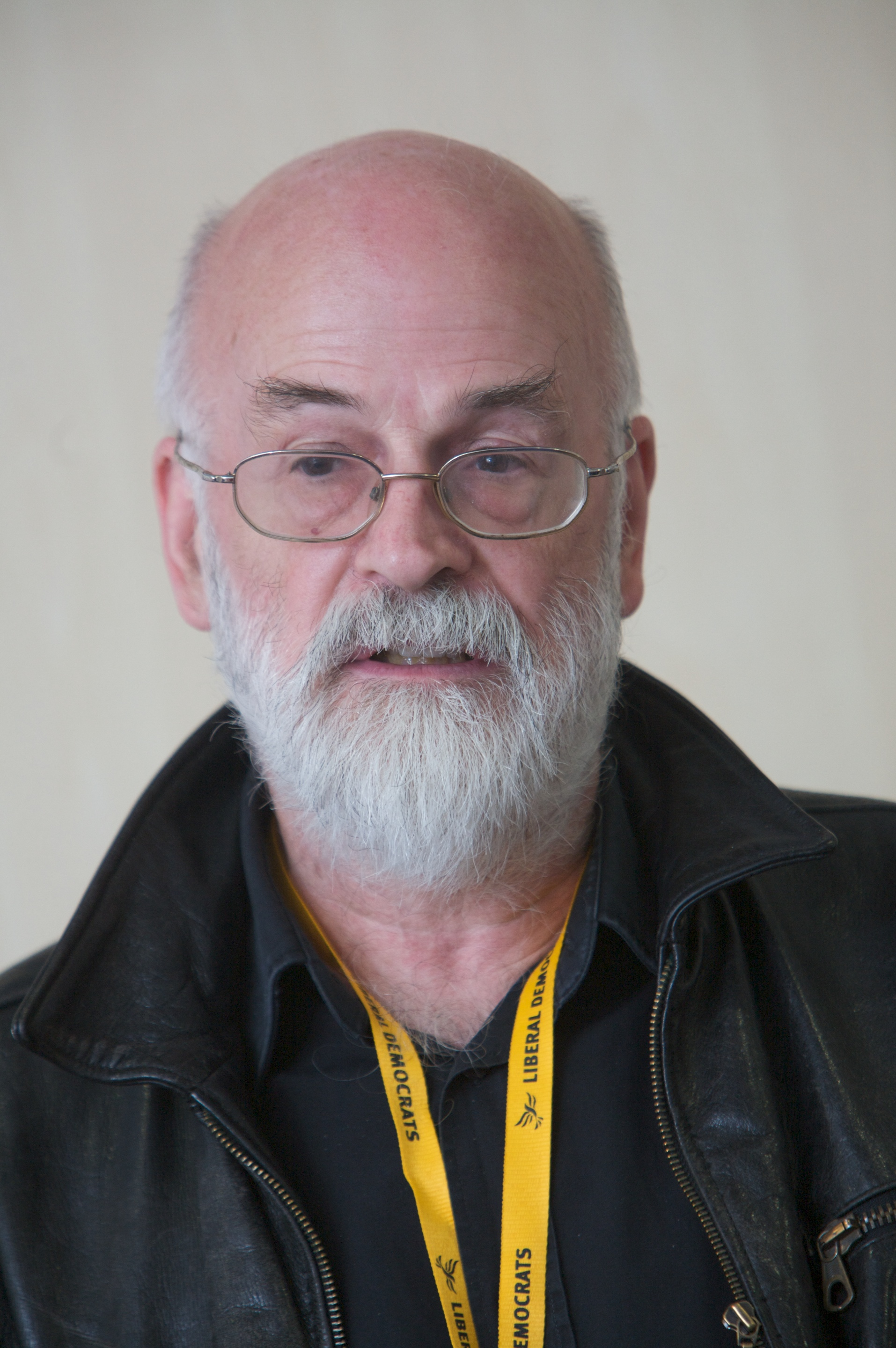
Terry Pratchett, escritor inglês.

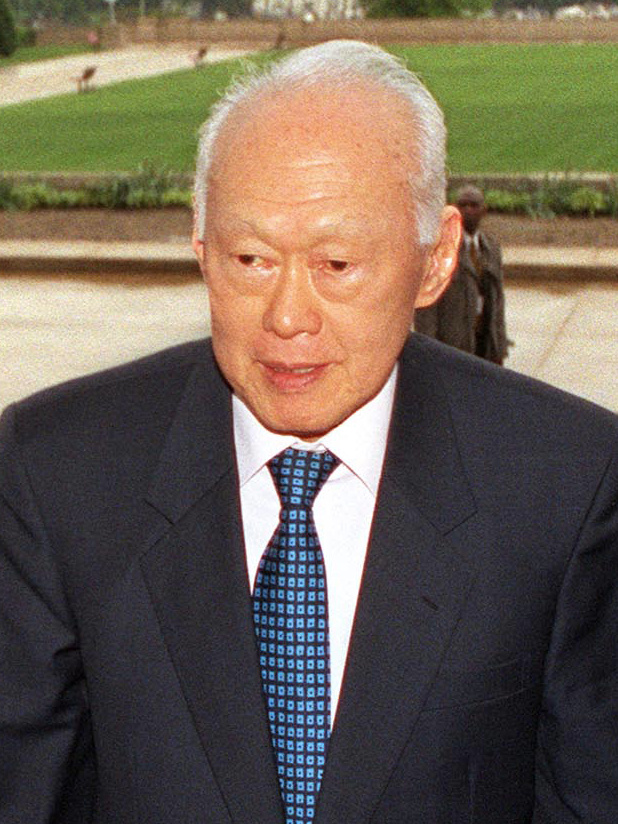
Lee Kuan Yew, primeiro primeiro-ministro de Singapura.

| Dia | Nome                             | Profissão ou motivo de reconhecimento   | País de nascimento | Ano de nasc. | Ref           |
| --- | -------------------------------- | --------------------------------------- | ------------------ | ------------ | ------------- |
| 1   | Wolfram Wuttke                   | Futebolista e treinador                 | Alemanha           | 1961         | [ 1 ]         |
| 1   | Dave Mackay                      | Futebolista e treinador                 | Escócia            | 1934         | [ 2 ]         |
| 1   | Daniel von Bargen                | Ator                                    | Estados Unidos     | 1950         | [ 3 ]         |
| 3   | José Rico                        | Cantor                                  | Brasil             | 1946         | [ 4 ]         |
| 3   | Vital Dias                       | Músico                                  | Brasil             | 1960         | [ 5 ]         |
| 3   | Gilles Cistac                    | Jurista                                 | França/ Moçambique | 1961         | [ 6 ]         |
| 4   | Karl-Alfred Jacobsson            | Futebolista                             | Suécia             | 1926         | [ 7 ]         |
| 4   | Harve Bennett                    | Roteirista e produtor de TV e cinema    | Estados Unidos     | 1930         | [ 8 ]         |
| 5   | Edward Michael Egan              | Cardeal da Igreja Católica              | Estados Unidos     | 1932         | [ 9 ]         |
| 6   | João Francisco Marques           | Padre, ensaísta e professor             | Portugal           | 1929         | [ 10 ]        |
| 7   | Tertuliano Azevedo               | Político e ex-conselheiro do TCE-SE     | Brasil             | 1930         | [ 11 ]        |
| 8   | Inezita Barroso                  | Cantora e apresentadora                 | Brasil             | 1925         | [ 12 ]        |
| 8   | Sam Simon                        | Produtor executivo de Os Simpsons       | Estados Unidos     | 1955         | [ 13 ]        |
| 9   | Florence Arthaud                 | Velejadora                              | França             | 1957         | [ 14 ] [ 15 ] |
| 9   | Camille Muffat                   | Nadadora                                | França             | 1989         | [ 14 ] [ 15 ] |
| 9   | Alexis Vastine                   | Pugilista                               | França             | 1986         | [ 14 ] [ 15 ] |
| 9   | Jiří Matoušek                    | Matemático                              | Chéquia            | 1963         | [ 16 ]        |
| 12  | Armênio Guedes                   | Jornalista e militante comunista        | Brasil             | 1918         | [ 17 ]        |
| 12  | Terry Pratchett                  | Escritor                                | Inglaterra         | 1948         | [ 18 ]        |
| 12  | Magda Guzmán                     | Atriz                                   | México             | 1931         | [ 19 ]        |
| 13  | Daevid Allen                     | Músico                                  | Austrália          | 1938         | [ 20 ]        |
| 13  | Zofia Kielan-Jaworowska          | Paleontóloga                            | Polônia            | 1925         | [ 21 ]        |
| 13  | José Hermógenes de Andrade Filho | Escritor e professor                    | Brasil             | 1921         | [ 22 ]        |
| 14  | Florentino Goulart Nogueira      | Poeta, dramaturgo, encenador e político | Portugal           | 1924         |               |
| 14  | Therezinha Zerbini               | Líder feminista                         | Brasil             | 1928         | [ 23 ]        |
| 15  | Mike Porcaro                     | Músico                                  | Estados Unidos     | 1955         | [ 24 ]        |
| 16  | Buddy Elias                      | Ator, comediante e patinador            | Alemanha           | 1925         | [ 25 ]        |
| 20  | A. J. Pero                       | Músico                                  | Estados Unidos     | 1959         | [ 26 ]        |
| 21  | Milen Dobrev                     | Halterofilista                          | Bulgária           | 1980         | [ 27 ]        |
| 21  | Alberta Watson                   | Atriz                                   | Canadá             | 1954         | [ 28 ]        |
| 21  | Divaldo Suruagy                  | Político e economista                   | Brasil             | 1937         | [ 29 ]        |
| 22  | Lee Kuan Yew                     | Ex-primeiro-ministro                    | Singapura          | 1923         | [ 30 ] [ 31 ] |
| 22  | Cláudio Marzo                    | Ator                                    | Brasil             | 1940         | [ 32 ] [ 33 ] |
| 23  | Herberto Hélder                  | Poeta                                   | Portugal           | 1930         | [ 34 ]        |
| 23  | Cláudio Torres da Silva          | Ex-guerrilheiro e sociólogo             | Brasil             | 1945         | [ 35 ]        |
| 24  | Andreas Lubitz                   | Copiloto do voo Germanwings 9525        | Alemanha           | 1987         | [ 36 ]        |
| 26  | Jorge Loredo                     | Ator e humorista                        | Brasil             | 1925         | [ 37 ]        |
| 26  | Luís Miguel Rocha                | Escritor                                | Portugal           | 1976         | [ 38 ]        |
| 26  | Tomas Tranströmer                | Poeta                                   | Suécia             | 1931         | [ 39 ]        |
| 26  | Friedrich Ludwig Bauer           | Cientista da computação                 | Alemanha           | 1924         | [ 40 ]        |
| 27  | Olga Syahputra                   | Ator, apresentador e comediante         | Indonésia          | 1983         | [ 41 ]        |
| 27  | Susumu Yokota                    | compositor                              | Japão              | 1960         | [ 42 ]        |
| 28  | Gene Saks                        | Ator e cineasta                         | Estados Unidos     | 1921         | [ 43 ]        |
| 28  | Mauro Pinto de Moraes            | Médico e político                       | Brasil             | 1933         | [ 44 ]        |
| 29  | Otávio Germano                   | Político                                | Brasil             | 1924         | [ 45 ]        |
| 29  | Beatriz Thielmann                | Jornalista                              | Brasil             | 1952         | [ 46 ]        |
| 29  | Armando Sevinate Pinto           | Político                                | Portugal           | 1946         | [ 47 ]        |
| 30  | Messias Pereira Donato           | Escritor e jurista                      | Brasil             | 1921         | [ 48 ]        |
| 30  | Robert Z'Dar                     | Ator e produtor de cinema               | Estados Unidos     | 1950         | [ 49 ]        |
| 30  | Helmut Dietl                     | Cineasta                                | Alemanha           | 1944         | [ 50 ]        |
| 31  | Antônio de Barros Araújo         | Político e ex-conselheiro do TCE-PI     | Brasil             | 1934         | [ 51 ]        |
| 31  | Klaus Tschira                    | Físico e empresário                     | Alemanha           | 1940         | [ 52 ]        |
| 31  | Cocoa Fujiwara                   | Autora e ilustradora                    | Japão              | 1983         | [ 53 ]        |